# Трое с бензоколонки
«Трое с бензоколонки», также «Трое с бензозаправки» (нем. Die Drei von der Tankstelle) — немецкий кинофильм в жанре музыкальной комедии. Вышел на экраны в 1930 году. Режиссёр Вильгельм Тиле, в главных ролях Лилиан Харви, Вилли Фрич, Хайнц Рюман и Оскар Карлвайс. Продюсер картины — Эрих Поммер.
Фильм стал большим успехом для кинокомпании UFA, превзойдя по кассовым сборам другой кинохит (того же года выпуска) — «Голубой ангел». Песни из фильма, написанные композитором В. Р. Хейманом и исполненные вокальным ансамблем Comedian Harmonists, сохраняют в Германии известность вплоть до XXI века.

## Сюжет
Трое друзей Вилли, Курт и Ганс возвращаются из поездки и обнаруживают, что полностью разорены. Когда их мебель конфисковывают, у них остаются только собака и автомобиль, который они, после того как на оживлённой трассе у них заканчивается бензин, продают, чтобы открыть в этом месте бензозаправочную станцию, которую называют «Zum Kuckuck» («К [чёртовой] кукушке»). Работая поочередно на бензозаправке, там все трое независимо друг от друга знакомятся с богатой и привлекательной клиенткой по имени Лилиан Коссман и влюбляются в неё. Каждый держит своё знакомство с девушкой в секрете от других.

## В ролях
- Лилиан Харви — Лилиан Коссман
- Вилли Фрич — Вилли
- Хайнц Рюман — Ганс
- Оскар Карлвайс — Курт
- Фриц Камперс — консул Коссман
- Ольга Чехова — Эдит фон Турофф
- Курт Геррон — доктор Калмус
- Гетруда Волле — секретарша доктора Калмуса
- Феликс Брессар — Балифф
- Лео Моноссон — певец

## Песни
- Erst kommt ein großes Fragezeichen
- Ein Freund, ein guter Freund
- Hallo, Du süße Frau, fahr’ nicht allein
- Das Lied vom Kuckuck (Lieber, guter Herr Gerichtsvollzieh’r)
- Liebling, mein Herz lässt Dich grüßen

## Другие версии
Параллельно с немецкой была снята франкоязычная версия, которая называлась Le chemin du paradis. Лилиан Харви, свободно говорившая на трёх языках, играла свою роль и во французской версии, а Вилли Фрича в ней заменял Анри Гара.
В 1955 году в ФРГ вышел на экраны ремейк фильма, под тем же названием. Главные роли в нём играли Жермен Дамар, Адриан Ховен, Вальтер Мюллер и Вальтер Гиллер. Также в нём опять снялся Вилли Фрич, на этот раз в роли отца главной героини Лилиан.